# Padang Sidempuan

Straßenszene mit Denkmal, 2015

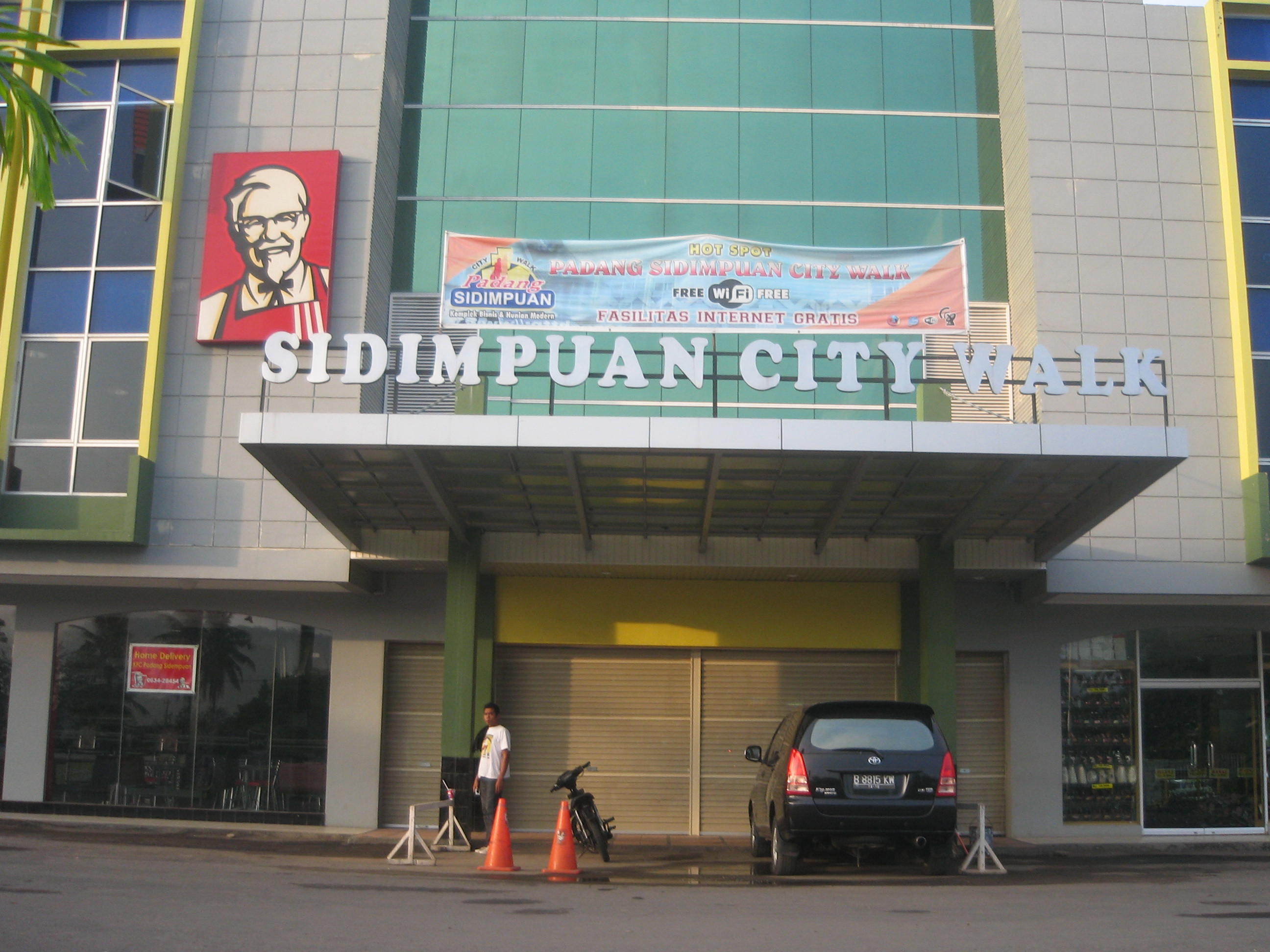
Sidimpuan City Walk, 2008

Padangsidempuan ist eine autonome Stadt (indonesisch Kota) im Südwesten der Provinz Nordsumatra der indonesischen Insel Sumatra.
Mitte 2023 leben hier 229.408 Einwohner, 114.756 Frauen (50,02 %) und 114.652 Männer (49,98 %). Der Frauenanteil sank seit der Volkszählung 2010 von 51,22 % auf 49,76 % und stieg jetzt wieder an.
Es gibt zwei voneinander abweichende Schreibweisen der Stadt: Padangsidempuang und Padangsidimpuan.

## Geographie
Die Binnenstadt liegt im Südwesten der Provinz Sumatra Utara in den Hügeln des Barisangebirges und ist ca. 40 km vom Meer im Westen entfernt. Im Süden befindet sich die Stadt Siabu sowie dahinter Bukittinggi, im Osten Barumun Tengah und im Norden Tarutung sowie dahinter der Tobasee. 
Die Stadt ist ringsum vom Bezirk (Regierungsbezirk, indonesisch Kapubaten) Tapanuli Selatan umgeben - im Uhrzeigersinn im Norden beginnend mit deren Kecamatan Angkola Timur, Angka Muara Tais, Angka Selatan sowie schließlich im Nordwesten von Angka Barat. 
Sie liegt innerhalb der geographischen Koordinaten 1°18′07″ und 1°28′19″ n. Br. sowie zwischen 99°18′53″ und 99°20′35″ ö. L.

## Geschichte
1982 wurde im Regierungsbezirk Tapanuli Selatan eine Verwaltungsstadt (indonesisch Kota Administratif) gebildet, die aus den Kecamatan Padang Sidempuan, Barat, Timur, Utara und Selatan bestand (Regierungsverordnung Nr. 32/1982). Fast 20 Jahre später wurden diese Verwaltungsstadt durch das Gesetz Nr. 4/2001 in eine selbständige Verwaltungseinheit 2. Ordnung, die Kota Padang Sidempuan umgewandelt. Die fünf damaligen Kecamatan blieben bis heute in ihren Grenzen unverändert.

## Verwaltungsgliederung
Die Stadt gliedert sich in 6 Distrikte oder Unterbezirke (indonesisch Kecamatan) mit 79 Dörfern (Desa), von denen 37 als städtisch (indonesisch Kelurahan) ausgewiesen sind.
Im Jahr 2020 existierten 59.848 Haushalte mit durchschnittlich 4,47 Bewohnern pro Haushalt.
| Code 1   | Kecamatan Distrikt            | Ibu Kota Verwaltungssitz | Fläche (km²) | Einw. Census 2010 2 | Volkszählung 2020 | Volkszählung 2020 | Volkszählung 2020 | Anzahl der Desa/Kel. 6 | Anzahl der Desa/Kel. 6 |
| Code 1   | Kecamatan Distrikt            | Ibu Kota Verwaltungssitz | Fläche (km²) | Einw. Census 2010 2 | Einw. 3           | 0Dichte 40        | Sex Ratio 5       | Anzahl der Desa/Kel. 6 | Anzahl der Desa/Kel. 6 |
| -------- | ----------------------------- | ------------------------ | ------------ | ------------------- | ----------------- | ----------------- | ----------------- | ---------------------- | ---------------------- |
| 12.77.01 | Padangsidimpuan Utara         | Wek II                   | 14,97        | 59.273              | 65.885            | 4.401,1           | 102,19            | 16 / -                 |                        |
| 12.77.02 | Padangsidimpuan Selatan       | Ujung Padang             | 19,26        | 61.064              | 69.105            | 3.588,0           | 100,65            | 12 / -                 |                        |
| 12.77.03 | Padangsidimpuan Batunadua     | Batunadua                | 41,81        | 18.396              | 27.886            | 667,0             | 99,83             | 2 / 13                 |                        |
| 12.77.04 | Padangsidimpuan Hutaimbaru    | Hutaimbaru               | 22,64        | 15.480              | 18.835            | 831,9             | 100,14            | 5 / 5                  |                        |
| 12.77.05 | Padangsidimpuan Tenggara000   | Pijor Koling             | 37,70        | 29.810              | 34.043            | 903,0             | 101,44            | 2 / 16                 |                        |
| 12.77.06 | Padangsidimpuan Angkola Julu0 | Joring Natubang          | 22,90        | 7.508               | 9.351             | 408,3             | 98,45             | - / 8                  |                        |
| 12.77    | Kota Padangsidimpuan          | Kota Padangsidimpuan     | 159,28       | 191.531             | 225.105           | 1.413,3           | 100,98            | 37 / 42                |                        |

## Demographie
Zur siebten Volkszählung im September 2020 (indonesisch Sensus Penduduk - SP2020) lebten in der Stadt Padangsidempuan 225.205 Menschen, 113.101 oder 50,20 % davon waren Männer. Der Frauenanteil betrug 49,76 % (112.004 Personen) und war seit der Volkszählung 2010 um 1,46 % gesunken. Ende des Jahres 2022 hatte sich das Verhältnis wieder umgekehrt (50,02 % Frauen).
Im Jahr 2020 war der Islam die vorherrschende Glaubensrichtung. Es gab im Stadtgebiet 191.810 Muslime (91,11 %). Zum Christentum bekannten sich 17.748 Personen (=8,43 %), davon waren 89 Prozent Protestanten (15.865 davon – 1.883 Katholiken). Erwähnenswert sind noch 938 Buddhisten (0,45 %), die über einen Tempel verfügten (im Kec. P. Utara). Den Muslimen standen 215 Moscheen und 113 kleinere Gebetsräume (indonesisch Mushola) zur Verfügung. Weiterhin gab es 60 Kirchen (59 davon protestantisch ausgerichtet), die meisten davon im Kec. P. Selatan.

### Soziale Daten 2020
| Merkmal                                                            | Kabupaten | 0Provinz Sumatra Utara0 |
| ------------------------------------------------------------------ | --------- | ----------------------- |
| Bev. unterh. der Armutsgrenze (Tsd.)0                              | 16,56     | 1.283,29                |
| Anteil der „armen Bevölkerung“ (indonesisch Penduduk miskin) (%)00 | 07,40     | 008,75                  |
| Arbeitslosenrate (%)                                               | 07,45     | 010,74                  |
| Lebenserwartung (in Jahren)                                        | 069,41    | 069,10                  |
| HDI-Index                                                          | 075,22    | 071,77                  |
| Analphabetenrate (in %, > 15 J.)                                   | 4,3       | 000,84                  |
| Abhängigenquotient (%)                                             | 47,43     | 048,32                  |
| Anteil der Altersgruppen                                           | 0Real0    | 0Prozentual0            |
| Kinder (<15 J.)                                                    | 061.7720  | 027,44                  |
| arbeitsfähige Bevölkerung (15–64 J.)                               | 152.6910  | 067,83                  |
| Rentner und Pensionäre (>65 J.)                                    | 010.6420  | 004,73                  |

### Aktuelle Bevölkerungsdaten vom Jahresende 2022
Nachfolgende Tabelle gibt den Einwohnerstand per 31. Dezember 2022 wieder.
| Kecamatan                      | Fläche   | Einwohner gesamt | Männer  | Frauen  | Dichte Einw. je km² | Sex Ratio (100 M/F) |
| ------------------------------ | -------- | ---------------- | ------- | ------- | ------------------- | ------------------- |
| Padangsidimpuan Tenggara       | 27,66    | 17.329           | 17.139  | 34.468  | 1.246,1             | 101,11              |
| Padangsidimpuan Selatan        | 15,81    | 34.545           | 34.890  | 69.435  | 4.391,8             | 99,01               |
| Padangsidimpuan Batunadua      | 30,71    | 14.737           | 14.557  | 29.294  | 953,9               | 101,24              |
| Padangsidimpuan Utara          | 14,09    | 32.846           | 33.375  | 66.221  | 4.699,9             | 98,41               |
| Padangsidimpuan Hutaimbaru     | 22,33    | 10.017           | 9.883   | 19.900  | 891,2               | 101,36              |
| Padangsidimpuan Angkola Julu00 | 23,68    | 4.865            | 4.727   | 9.592   | 405,1               | 102,92              |
| Kota Padangsidimpuan           | 134,28 1 | 114.339          | 114.571 | 228.910 | 1.704,7             | 99,80               |